# Dorfkirche Lüdersdorf

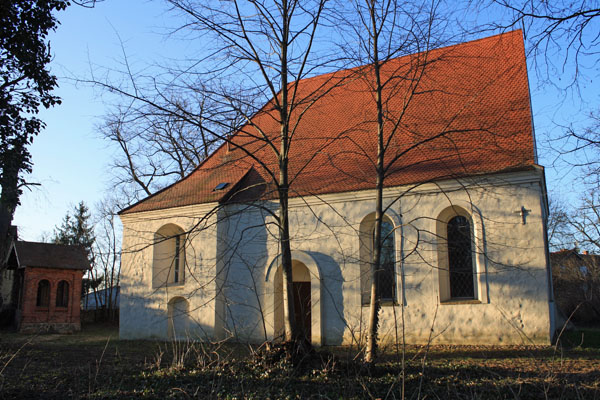
Dorfkirche Lüdersdorf

Die denkmalgeschützte evangelische Dorfkirche Lüdersdorf steht in Lüdersdorf, einem Ortsteil der Gemeinde Wriezen im Landkreis Märkisch-Oderland von Brandenburg. Sie gehört zum Kirchenkreis Oderland-Spree der Evangelischen Kirche Berlin-Brandenburg-schlesische Oberlausitz.

## Beschreibung
Die Saalkirche entstand 1611 und 1821 aus dem Umbau einer mittelalterlichen Feldsteinkirche. Der Innenraum wurde 1611 mit einer stuckierten Kassettendecke überspannt. In den Feldern befinden sich u. a. Reliefs von der Schöpfung und der Erlösung, ferner zwei Allianzwappen. Auf der Empore im Westen steht die 1821 von Friedrich Emanuel Marx für einen nicht mehr bekannten Standort gebaute und 1876 nach Lüdersdorf umgesetzte Orgel.